# Tyler, Texas
Tyler este o municipalitate, un oraș și sediul comitatului Smith, situat în estul statului Texas din Statele Unite ale Americii. Orașul a fost numit pentru a-l onora pe John Tyler, cel de-al zecelea președinte al Statelor Unite, care a fost unul din cei care a susținut aderarea fostei Republicii a Texasului la Uniune.
Orașul este situat la altitudinea de 165 m, ocupă suprafața de 128 km² și avea în anul 2000 circa 83.650 de locuitori.  Tyler este cunoscut prin culturile de trandafiri, fiind supranumit "Orașul trandafirilor".  Aici sunt cultivați circa o cincime din trandafirii comerciali din Statele Unite.  În oraș are loc anual în luna octombrie "Festivalul trandafirilor", festivitate care reunește peste 100.000 de vizitatori.

## Geografice
Orașul are suburbiile: Jacksonville, Whitehouse, Lindale, New Chapell Hill, Bullard, Edom, Brownsboro, Chandler și Mineola. El ocupă suprafața de 128 km², din care 0,3 km² este apă.

## Demografice
| Date demografice | Date demografice |
| Anul             | Nr. loc.         |
| ---------------- | ---------------- |
| 1980             | 70.508           |
| 1990             | 75.450           |
| 2000             | 83.650           |
| 2005             | 91.936           |

Situația după recensământul din 2000 
- 83.650 loc. cu o densitate de 655,1 loc./km²
- 32.525 gospodării
- 21.076 familii
- 35.337 locuri de cazare
- 61,92 % sunt albi
- 26,63 % afro-americani
- 0,34 % amerindieni
- 0,96 % asiatici
- 0,04 % loc. ai insulelor din Pacific
- 8,46 % alte populații
- 1,65 % mulatri și metiși
- 15,82 % latino americani

## Personalități marcante

### Atleți
- Earl Campbell – NFL (poreclit „The Tyler Rose“)
- Louis Santop – jucător la Negro League (1909–1917, 1920–1926), inclus ca membru la Hall of Fame național
- Pat Mahomes – MLB suliță (1992–1997, 1999–2003)
- Lee Tunnel – MLB suliță (1982–1985, 1987, 1989) antrenor la Lousville Bats
- Archie Reynolds – MLB campion la suliță (1968–1972)
- Clarence Huber – MLB Dritter Baseman (1920–1921, 1925–1926)
- Travis Chick – MLB suliță (2006)
- Larry Centers – NFL Runningback
- Doug Wyatt – NFL safety (1970–1974)
- Randy Grimes NFL center/guard (1983–1990, 1992)
- Daniel Hernandez – fotbalist
- Ed Jasper – NFL defense tackle
- Robert Taylor – medalie de aur la 4x100 ștafetă masculin și medalie de argint im 100 m sprint la jocurile olimpice din 1972
- Buddy Turman⁠(d) (1933 - 2007), boxer profesionist;
- Morgan Wade⁠(d) (n. 1983), profesionist ciclist, BMX;
- Patrick Mahomes (n. 1995), jucător de fotbal american.

### Alte ocupații
- Dooley Wilson – actor, pianist
- Horace Chilton – politician
- Kelley Thompson, model playboy